# Fragili (serie televisiva)
Fragili è una serie televisiva italiana diretta da Raffaele Mertes, trasmessa in prima visione su Canale 5 dal 16 agosto 2024 al 14 agosto 2025.

## Trama
Un gruppo di persone anziane viene improvvisamente sfrattata dalla casa di riposo, e si ritrova in una comunità educativa per ragazzi senza famiglia.

## Episodi
| Stagione         | Episodi | Titolo        | Prima TV       |
| ---------------- | ------- | ------------- | -------------- |
| Prima stagione   | 2       | Prima parte   | 16 agosto 2024 |
| Prima stagione   | 2       | Seconda parte | 16 agosto 2024 |
| Seconda stagione | 2       | Prima parte   | 13 agosto 2025 |
| Seconda stagione | 2       | Seconda parte | 14 agosto 2025 |

### Prima stagione

#### Prima parte
- Ascolti: telespettatori 1 259 000 – share 14,00%[5].

#### Seconda parte
- Ascolti: telespettatori 1 259 000 – share 14,00%[5].

### Seconda stagione

#### Prima parte
- Ascolti: telespettatori 1 272 000 – share 11,40%[6].

#### Seconda parte
- Ascolti: telespettatori 1 123 000 – share 10,60%[7].

## Personaggi e interpreti
- Gianni, interpretato da Massimo Dapporto.
- Adele Marchesi, interpretata da Corinne Cléry.
- Rosa, interpretata da Barbara Bouchet.
- Cesare, interpretato da Maurizio Mattioli.
- Renato, interpretato da Mino Abbacuccio.
- Gennarino, interpretata da Salvatore Misticone.
- Claudia, interpretata da Irene Ferri.
- Marco, interpretato da Raniero Monaco di Lapio.
- Angelica, interpretata da Crisula Stafida.
- Conte Enrico Maria Raffaele Sabatini, interpretato da Enzo Decaro.
- Filippa, interpretata da Barbara Alberti.
- Mattia, interpretato da Francesco Casibba.
- Jia, interpretata da Pepe Lin.
- Martina, interpretata da Shaen Barletta.
- Omar, interpretato da Abduul Cisse.
- Edoardo, interpretato da Andrea Verticchio.
- Agente immobiliare, interpretato da Gabriele Carbotti.

## Produzione
La serie è diretta da Raffaele Mertes, scritta da Bruno Frustaci e Chiara Frustaci e prodotta da Sunshine Production in collaborazione con RTI.
Le riprese della prima stagione sono state effettuate nei mesi di novembre e dicembre 2023 per una durata di circa cinque settimane alla Riviera del Conero, tra i comuni di Numana e Sirolo, in provincia di Ancona. Le riprese della seconda stagione sono state effettuate nel corso del 2024 nel Lazio, in particolare a Castel Gandolfo e il Lago Albano.